# コンデ・コマ
コンデ・コマ (Conde Koma) とは、明治時代に海外へ柔道を伝えて回った柔道家の前田光世がブラジルなど海外で名乗った通称、称号。前田光世がブラジルに帰化した際には、コンデ・コマを本名とした。
コンデとは伯爵の意であり、日本語で表すなら「コマ伯爵」となる。
この名前は前田がヨーロッパを転戦中、スペイン人の知人からの進言を受けてリングネームとして考案したものとされる。また、「コマ」の由来は日本語の「困る」からである。
エリオ・グレイシーの父、ガスタオン・グレイシーからその栄誉を称えて送られた称号だとする説があるが、史実から検証した場合やや疑問が残る。ブラジル時代の前田はいわば最晩年にあたり、各地を武道家として転戦していた時期とは重ならない。

## 漫画作品
『コンデ・コマ conde Koma』は、小学館の雑誌「週刊ヤングサンデー」1997年5･6合併号から2000年31号まで連載された鍋田吉郎原作・藤原芳秀作画の漫画作品で題名の通り、前田光世の生涯を当時の時代背景を交えつつ描いた作品である。単行本は全17巻が刊行されている。
ただし漫画向けに脚色された点も多く、完全なノンフィクション作品ではない。例として本作の前田は好戦的で過激な性格に描かれているが、実際はそのような人物ではない。

### 概要
明治維新後、死合（命を賭けた試合。果し合い）は固く禁じられ、多くの武術家（武士から職業を変えた者）は時代の流れに戸惑い苦悩するしかなかった。そして明治41年、前田光世、大山、佐川、富田常次郎の4人は、柔道を世界に広めるため渡米。その後単身アメリカに残った前田は怪力を誇る巨漢、ブッチャー・ボーイとリング上で闘い、勝利する。さらなる放浪の中、前田はボクサー、拳法家など数々の強敵との闘いを己の技一つで勝ち抜いていくのだった。